# Necalphus
Necalphus är ett släkte av skalbaggar. Necalphus ingår i familjen långhorningar.
Kladogram enligt Catalogue of Life:
| Necalphus | \| \| Necalphus asellus \| \| \| \| \| \| Necalphus decoratus \| \| \| \| |
|           | \| \| Necalphus asellus \| \| \| \| \| \| Necalphus decoratus \| \| \| \| |
|           | Necalphus asellus                                                         |
|           |                                                                           |
|           | Necalphus decoratus                                                       |
|           |                                                                           |